# Call of Juarez (videohra)
Call of Juarez (česky Volání Juarezu, dříve Lawman) je polská westernová 3D střílečka z pohledu první osoby. Jejím heslem je Lov nebo budeš uloven (Hunt or be hunted). Hra se odehrává na jihu USA (v Texasu) poblíž Mexika. Hra se hraje z pohledu dvou osob, a to rebela Billyho, který se stává psancem, a Raye, kněze, který se chce pomstít Billymu. Hra má celkem 15 misí, které nejsou jen zběsilé střílení, ale i na přemýšlení a logiku. I kompletně v češtině se ve hře užívají sprostá slova, proto má hra PEGI od 18 let.

## Příběh
Vypráví příběh Billyho který se vrací domů proto, aby ochránil svou matku Marisu. Když ale poblíž jejího domu zaslechne křik, nevěda, že se tam Juarez vydal zabít jeho obyvatele, vydává se tam, protože si myslí, že Thomas Marise ubližuje. Najde ale jen mrtvá těla. Nikdo mu ale nevěří, že je nezabil on, a tak se rozhodne utéct na jih za Molly. Cestou se mu ale stávají samé nepříjemné věci. To ale už tuší, že mu po krku jde Ray. Po Mollyně únosu Juarezem se vydává najít ztracený poklad, o kterém snil, když byl malý, aby ji zachránil. Mezitím si Ray uvědomí, že Billy není vrah a spojenými silami jsou na ně bandité krátcí.

## Úrovně

### Epizoda I
Billy se vydává za svou matkou Marisou a nevlastním otcem Thomasem. Cestou ukradne Jonesovi pistoli, kterou mu ale zabaví šerif. Pak ukradne derringer své ex Suzy. Toho ale najde Clyde a Billy musí uprchnout z města. Pak ukradne náboje Frankovi a dostane se na Thomasovu farmu, kde uvidí mrtvou matku Marisu s otčímem Thomasem.

### Epizoda II
Ray se při kázání pohádá s Clydem a jedna žena mu poví, že na Thomasově farmě se střílí. Ray najde na farmě všechny mrtvé. Myslí si, že to udělal Billy. Toho totiž viděl utíkat. Ray Billyho pronásleduje, ale ten před ním shodí most. Ray se vrátí na farmu a přísahá Billymu pomstu. Mezitím musí zahnat zloděje, kteří kradou pozůstalosti.

### Epizoda III
Ray se pohádá s šerifem Timem a toho pak jeden z kovbojů zastřelí. Město propadne anarchii a Ray ho musí vyčistit. Vysvobodí paní Powellovou a zabrání útěku vězňů. Vyhodí saloon do vzduchu a pak zabije Forrestera.

### Epizoda IV
Billy utíká přes území apačů do San Jose. Musí se dostat kolem banditů, které vede Ned Mor a kteří chtějí přepadnout vlak. Billy na něj naskočí chvíli před tím, než ho dostane Ray.

### Epizoda V
Ray se rozhodne vydat se do dolů u Blackriveru. Cestou se dostane do křížku s bandity a Mor mu vyhlásí válku. Ray jen tak tak vidí Billyho naskakovat na vlak. Sleduje ho, ale cestou se musí probojovat tunely přes Mora. Ten mu kvůli spasení řekne, že na mostě přepadnou vlak.

### Epizoda VI
Ray jde zachránit vlak a tam potkává bandity, které zabíjí. Pak jeden bandita unese ženu a dveře zablokuje. Ray je odstřelí sniperkou a zachrání ženu. Strojvedoucí mu prozradí, že Billy z vlaku seskočil, když zpomalili, a utekl, když začala přestřelka.

### Epizoda VII
Billy se vydává do San Jose přes území Apačů. Ukradne farmářovi koně a vloupá se do Fergusových stájí, protože kdyby ho Chatovi lidé spatřili, byl by nejspíš popraven. U Molly se s Chatem popere, ale ta ho zachrání. Billyho zajme Ferguson, který má smysl pro čest. Molly ho pros, aby nechal Billyho jít. V tu chvíli přepadnou statek Rangeři.

### Epizoda VIII
Ray jde po Billyho stopě a pronásleduje ho až na statek, kde ho potkají Rangeři, kteří mu namluví že to je sídlo zlodějů. Ray statek vystřílí a pronásleduje Billyho. Cestou zabije Chata. Billy mu říká, že Thomase nezabil, ale ten mu nevěří. Billyho pronásleduje a sestřelí ho do řeky. Vrátí se a tam a mu bratři McLydeyovi prozradí, že nejsou Rangeří, ale bandité. Zabije je. Ferguson je mrtvý. Potom se vydá k řece, ale tam už bandité odplouvají s Molly. V tu chvíli ví, s kým má tu čest.

### Epizoda IX
Billyho zachrání z řeky starý indián, Tichá Voda, který mu dá úkol, ulovit 3 zajíce. Když se Billy vrátí zjistí, že Tichá Voda usnul u ohně a ten se potom rozšířil a chytl stan. Billy oheň uhasí a Tichá Voda mu dá úkol získat pero posvátného orla a to mu prý dá sílu. Když se Billy vrátí, Tichou Vodu zajmou bandité, kteří ho následně před jeho očima zabijí. Billy je zajat.

### Epizoda X
Ray najde místo, kde uvěznili Molly, ale odtamtud jí odvážejí kočárem. Ray kočár dohoní a přemůže banditu Stewarta, který mu řekne jméno Juarez a prozradí, že Billy nezabil Thomase. Ray si ale myslí, že se jedná o město Juarez.

### Epizoda XI
Billy se dozvídá kdo je jeho otec. Jeho pravý otec „JUAREZ“ ho zbije a dá mu ultimátum. Billy se vydává najít poklad, aby zachránil Molly. Jakýsi chlapec mu dá klíč od kostela odměnou za pohřbení jeho otce a za ním najde tři kříže z legendy o Juarezkém zlatu. Najde kámen, ale ten musí odvalit a na to je moc slabý. Shodí na něj jiný kámen a tak se dostane do podzemí.

### Epizoda XII
Billy se vydává podzemím až dojde k zlatu. (To se stane cosi divného: bandité tam na něj čekají, ale neměli kudy by přišli, protože nevěděli, kde zlato je. prý ho sledovali) Billy utíká podzemím až se dostane pod kostel, kde není cesty ven. V tom se rozboří strop a tam stojí Ray. To Billyho vyděsí, ale Ray mu pomůže ven.

### Epizoda XIII
Ray se vydává do podzemí druhou stranou a tam se u pokladu utká s Juarezem, který mu řekne že Molly vymění za poklad a zmizí.

### Epizoda XIV
Ray přijíždí do pevnosti, aby osvobodil Molly. Pod záminkou, že veze poklad, dovnitř dostane rotační kulomet. Dělem zničí dveře pevnosti a dostane se až k vězení, ale od něj nemá klíč. Tehdy se utká s Mansonem a toho zabije a klíče mu sebere. Molly dá naději na přežití. V tom se ale poklop od vězení otevře a Juarez začne po Rayovi házet dynamit. Ray je dobrý střelec, a tak brokovnicí zničí všechen dynamit, ale Juarez mu do vězení hodí lampu a seno začne hořet.

### Epizoda XV
Poslední epizodu zakončuje hlavní postava Billy. Když utíká do Mexika na Rayovu radu, uvědomí si, že už nechce utíkat. Utíkal celý život, protože mu to ostatní říkali. Billymu dá chlapec luk a šípy a s těmi se Billy vydává zachránit Molly. Zjišťuje, že ve vězení hoří a musí tam tedy Molly být i s Rayem. Zhoupne se po biči na nádrž, a ta oheň uhasí. Ray ho pochválí a Billy jde dál. Jednomu muži sebere pistoli s třemi náboji. Pak se utká s Juarezem a toho zastřelí. Sebere mu Volcana (nejlepší pistole) a vysvobodí Raye a Molly. V tom se ale ukáže, že Juarez měl pancíř a zabije Raye. Billy se s ním utká pěstmi a vyhraje. Poté si Ray vyčítá všechny zlé skutky a najednou se Juarez probere a bude chtít Billyho zapíchnout jako pašíka na porážce a Ray ho musí zastřelit, pak následuje epilog.

### Epilog
Video na konci patnácté mise se však po Rayově modlitbě změní v další boj. Ray musí vytáhnou zbraň a zabít Juareze dřív než on probodne Billyho a to taky dokáže…

## Postavy

### Hlavní
Billy Svíčka – Billy je chlapec, který se vrátil z Mexika, aby se pomstil Thomasovi. Po jeho smrti se stává psancem a rozhodne se uprchnout za svou dívkou Molly, ale to mu nevyjde, neboť ji unesou bandité. To samé udělají i s Billym, kterého pak přinutí, aby jim našel poklad. V podzemí při hledání zlata se dozvídá, že Juarez zabil Marisu a Thomase a teď chce zabít i jeho samotného. Z podzemí ho ale zachrání Ray, který již ví, že je Billy nevinný. Pak Billy ve vězení uhasí oheň, který měl zabít Raye. Utká se s Juarezem, kterého omráčí pěstmi.
Ray McCall – Ray je kněz s velice pochybnou minulostí, který se ale obrátil k bohu, protože zabil omylem svého bratra Williama ,když Will vytahoval bibli a nyní usiluje o spasení. Nikdy prý nedopustí, aby se to stalo kvůli ženě (příčinou hádky byla Marisa) a zlatu. Je mistrem střelby z jeho temných dob a jen málokdo to o něm ví. Myslí si, že Billy zabil Thomase a Marisu, a proto po ho chce chytit. Také si myslí, že byl poslán bohem, aby zničil škodnou a bandity v Americe. Ray zachrání Molly před bandity, ale sám bude uvězněn v hořícím domě, který Billy uhasí. Raye pak ale zasáhne kulka, kterou na něj vystřelil Juarez. Ray pak po Juarezově pádu na zem po boji s Billym zjistí, že není mrtvý a tak Juareze dorazí. Poté umře s klidem v srdci. Ray je dále hlavní postavou v prequelu této hry.
Juarez (Juan Mendoza) – Juarez je bandita a otec Billyho. Byl druhým manželem Marisy. Toho ale pak v podzemí Ray postřelí a ten ze zoufalství uteče. Pak se objeví, když po neúspěšném útoku dynamitem využije toho, že Ray a Molly jsou v pasti, a tak zapálí dům. Potom, co ho Billy uhasí, ho vyzve na souboj, který prohraje. Když se probere, tak ale zaútočí na nic netušícího Billyho nožem. V té chvíli ho ale zastřelí umírající Ray.
Molly Fergusonová – Molly je bývalá přítelkyně Billyho. Jednou ji Billy políbil a pak byl krutě potrestán. Přemluví Fergusona, když je Billy beznadějně zahnán do kouta, aby ho nezabíjel. V tom na ranč vtrhne Ray. Molly pak unese Juarez, který ji chce vyměnit za poklad. Molly pak zachrání Ray, který vystřílí pevnost, ve které je vězněna. Poté jsou spolu uvězněni v hořícím vězení, dokud je nezachrání Billy, když oheň uhasí.

### Vedlejší
Suzy – Billyho expřítelkyně, které Billy ukradne derringer. Pracovala jako prostitutka v Clydově baru. Pravděpodobně zemře, když saloon začne hořet.
Tichá voda – Tichá voda je indián z kmene Apačů, který Billymu zachrání život, když ho vyloví z řeky. Billy mu na oplátku pomůže uhasit stan. Tichá voda poté pošle Billyho na Orlí horu. Když se Billy vrátí, zabijí Tichou Vodu bandité (pravděpodobně to udělá Manson).
Chat – Chat je ctitel Molly, který je navíc podporován Fergusem. Vzdá souboj s Billym, potom co se Fergus objeví, a dál se v příběhu neobjevuje. Zabije ho Ray při pronásledování Billyho.
Tim Powell – Tim je šerif města Hope. Po smrti Thomase ho při rozhovoru s Rayem zastřelí jeden kovboj, neboť si myslí, že je Tim špatný šerif a nedokáže dopadnout žádného lupiče. Po jeho smrti propadne Hope anarchii a chaosu. Pak musí Ray zachránit jeho ženu před bandity.
Thomas McCall – Thomas je nevlastní otec Billyho. Byl zabit za to, že přebral Juarezovi ženu. Zemřel bolestivou smrtí, když mu bandité ustřelili šourek. Je postavou v prequelu.
Will McCall – Ve hře se neobjevuje, ale Ray o něm mluví. Jako jediný z bratrů McCallových nechtěl pro sebe Marisu, protože byl kněz a na to doplatil, když ho omylem zastřelil Ray. Ten se pak stal sám kazatelem.
Marisa McCallová – Matka Billyho. Původně byla ženou Juareze, ale zamilovala se do Thomase McCalla a s ním žila. Když se Billy bude vracet, zaslechne její křik, když ji znásilní Ty Stewart. Pak ji zabijí a z vraždy je obviněn Billy.
Parker – Šéf ostrahy vlaku, který přepadnou Morovi lidé.
Ferguson – Farmář. Otec Molly nenávidí Billyho, ale má smysl pro čest. Uzná, že Billy vyhrál nad Chatem, a propustí ho. McLydeyovi ho zabijí.
Jones a Bláznivý Frank – Farmáři, oba si hlídali svoje území, když jim tam Billy vlezl. Jonesovi Billy sebral pistoli, takže ho Jones nechal ze strachu být, a Frankovi náboje a Frank se ho pokusil zastřelit, protože je ještě nebezpečný po válce.

### Bossové
- Clyde Forrester – Clyde je majitel Saloonu v Hope. Stane se po Timově smrti vůdcem povstání. (Zabit Rayem.)
- Chat – Chat mstitel Molly. Zaútočí na Billyho po tom že zjistí že přišel za Molly. (poražen Billym, zabit Rayem)
- Ned Mor – Vůdce banditů, kteří se nacházeli v lomech, dolech a jeskyních. (Zabit Rayem.)
- Bratři McLydeyovi – Bandité na Fergusově farmě. Zlomili ruce Thomasovi. (Zabiti Rayem.)
- Ty Stewart – Bandita; to on prozradí Rayovi, že Billy nezabil Thomase (Zabit Rayem.)
- Tom Manson – Vůdce skupiny banditů, do které patří i Juarez. Ustřelil Thomasovi šourek. (Zabit Rayem.)

## Zbraně
- Klasická puška – primární zbraň s ohromnou palebnou silou. Dobrá na dálku, k boji na krátkou vzdálenost se nehodí.
- Puška s optikou – ohromná palebná síla, přiblížení (tzv. sniperka). Výborná na dálku, k boji na krátko se vůbec nehodí.
- Upilovaná brokovnice – na dálku téměř nepoužitelná, ale na blízko velmi silná – větší rozptyl broků
- Dvouhlavňová brokovnice – sice menší rozptyl broků, na boj zblízka tedy o trochu slabší, ale již lépe použitelná na dálku
- Ranger – jedna ze silnějších pistolí, pomalé nabíjení.
- Kulomet – silná palba, neomezeně nábojů.
- Dělo – veliká síla (může použít jen Ray.)
- Šestihlavňovka – poloautomatická pistole s náboji do pušky.
- Volcano – osminábojová pistole, pomalé nabíjení, ale velká síla (použít může Billy v poslední epizodě a Ray v 10. epizodě s dostavíkem, pokud si ji člověk najde).
- Klasický revolver – pomalé nabíjení, nízká palebná síla. Na dálku ale nejpřesnější pistole.
- Velkorážní pistole – slabá, ale jedno z rychlejších nabíjení.
- Rychlopalná pistole – slabá, ale střílí rychle, krátké nabíjení.
- Luk – lehké míření, neslyšná střelba.
- Bič – můžete se zavěsit např. na větve. Je možné s ním zabíjet lidi, ale i zvířata jako hadi ano (použít může jen Billy).
- Dynamit – velká ničivá síla.
- Lampa – po zásahu začne hořet ona i okolí.
- Hybridní pistole – devítihlavňová zbraň, 8 nábojů do klasické pistole, devátý do pušky.

## Cheaty
- Cheat.God(1) – nesmrtelnost
- Cheat.GiveAmmo() – 99 munice
- Cheat.Heal() – uzdravení na 100 životů
- Cheat.GiveRifle() – Silná puška
- Cheat.GiveDynamite() – Dynamit
- Cheat.MagicAmmo(1) – Nekonečno munice